# Euphaedra (Euphaedrana) permixtum
Euphaedra (Euphaedrana) permixtum es una especie de  Lepidoptera, de la familia Nymphalidae,  subfamilia Limenitidinae, tribu Adoliadini, pertenece al género Euphaedra, subgénero (Euphaedrana).

## Subespecies
- Euphaedra (Euphaedrana) permixtum diva (Hecq, 1982)
- Euphaedra (Euphaedrana) permixtum permixtum

## Localización
Esta especie y las subespecies de Lepidoptera se encuentra distribuida en Ghana, Camerún, Gabón y Nigeria (África). 